# Kautokeino (plaats)
Kautokeino (Noord-Samisch: Guovdageaidnu; Kveens en Fins: Koutokeino) is een plaats in de Noorse gemeente Kautokeino, provincie Finnmark. De plaats telt 1293 inwoners (2007) en heeft een oppervlakte van 2,12 km².
In tegenstelling tot andere plaatsen in Lapland is er wel bebouwing. Het dorp is grotendeels in de jaren 50 en 60 van de 20e eeuw gebouwd; de meeste gebouwen zien er grijs uit (tegenwoordig ook rood). Het is het centrum van de gehele gemeente; alle gemeentelijke en overheidsdiensten zijn hier gevestigd. Het dorp is gevestigd rondom de brug van de Noorse rijksweg 93 over de Kautokeinorivier, die noordwaarts stroomt en uitwatert in de Altarivier.

## Geschiedenis

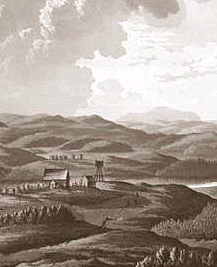
Kautokeino omstreeks 1800.

De Kautokeinoregio was in de 15e eeuw steeds een betwist gebied tussen Noorwegen en Zweden. De Zweedse koning Karel IX gaf orders om parochiekerken aan een rivier te bouwen, het duurde echter tot 1673 dat er ook in Kautokeino een Zweedse pastorie stond, echter werd deze in 1701 pas echt in gebruik genomen, onder pastoor Anders Nicolai Tornensis.
De Zweedse soevereiniteit over het gebied eindigde in 1751 toen deze door een algemene schikking tussen Zweden, Denemarken en Noorwegen, aan laatst genoemde werd afgestaan. Dit leidde tot protesten uit Tornio, die een handelspartner verloor in het gebied, maar de protesten werden vanuit Stockholm gepareerd.
In 1852 vonden er ongeregeldheden plaats tussen de kolonisten en de plaatselijke rendierhoeders, die in conflict raakten over grondbezit.

## Geboren
- Lars Hætta (1834-1896), taalkundige en vertaler
- Håvard Klemetsen (1979), noordse combinatieskier